# (16649) 1993 TY1
1993 تي واي 1 (ويعرف أيضًا باسم (16649) 1993 تي واي 1 وفق تسمية الكوكب الصغير) (بالإنجليزية: 1993 TY1)‏ هو كويكب ضمن حزام الكويكبات؛ وترتيبه 16649 من حيث الاكتشاف.
اكتُشف هذا الجُرم الفلكي بواسطة Kazuro Watanabe ‏ في 15 أكتوبر 1993.

## وصلات خارجية
- (16649) 1993 TY1 في قاعدة بيانات مختبر الدفع النفاث لأجرام النظام الشمسي الصغيرة

- الاكتشاف · مخطط المدار ·  العناصر المدارية · المعلمات المادية

- (16649) 1993 TY1 على موقع ويكي سكاي: DSS2, SDSS, GALEX, IRAS, Hydrogen α, X-Ray, Astrophoto, Sky Map, Articles and images